# Пинеда, Сальвадор
Сальвадор Пинеда (исп. Salvador Pineda; род. 12 февраля 1952, Мехико, Мексика) — мексиканский актёр.

## Биография
Родился в семье дипломата, где было ещё четверо детей. Его мать, Глория, мечтала стать актрисой, но затем посвятила себя мужу и детям. 

В 1961 году учился в Университете Андреса Солера, где его учителем был известный мексиканский актёр Карлос Ансира. Начал работу как актёр в театре. В 1972 году снялся в своём первом художественном фильме «Mecánica nacional». В 1977 году дебютировал в первом телесериале «Rina». А в 1978 году снялся в теленовелле «Rosalia» в роли Леонеля. 

За годы актёрской карьеры снимался со многими известными латиноамериканскими актрисами, в том числе с Лусией Мендес, Вероникой Кастро, Эдит Гонсалес. 

Он активно работал за границей Мексики: в Аргентине — сериал «Mi nombre es Coraje», в США (для испаноязычных зрителей) — «Гваделупе», «Мариелена», в Пуэрто-Рико. 

После длительного сотрудничества с компанией «Телевиса» он перешёл работать на студию «ТВ Ацтека», где его первой работой стал сериал «Besos prohibidos». 

Пытался заняться певческой карьерой и выпустил один CD. 

Холост. Долгое время жил в гражданском браке с актрисой Альмой Дельфиной. На съёмках сериала «Никто, кроме тебя» у него был роман с исполнительницей главной роли Лусией Мендес. Ирония была в том, что в сериале его герой также боролся за любовь Ракель, но проиграл Антонио (актёр Андрес Гарсия). 

Был женат на венесуэльской актрисе Майре Алехандре, но всё кончилось разводом. В этом браке родился единственный сын Аарон Сальвадор.

## Теленовеллы
- 1978 — Rosalia — Леонель
- 1980 — Колорина — Энрике
- 1981 — Соледад — Андре
- 1981 — Право на рождение — Альфредо Мартинес
- 1985 — Никто кроме тебя — Максимилиано Альбенис (Макс)
- 1985 — Бианка Видаль — Хосе Мигель
- 1987 — Como la hiedra — Лоренцо Наварро
- 1988 — Секретная тропа — Давид
- 1988 — Моё имя — смелость — Жеронимо Корахе
- 1990 — Магнат — Родриго
- 1990 — Моя маленькая Соледад — Герардо
- 1992 — Мариелена — Эстебан
- 1993 — Гваделупе — Антонио Инфанте
- 1995 — Морелия — Федерико Кампос Миранда
- 1997 — Эсмеральда — д-р Лусио Малавер
- 1998 — Ложь — д-р Франсиско Могел
- 2000 — Женщина с характером — Андрес Корранса
- 2002 — Страна женщин — Акилес
- 2003 — Любить в тишине — Эмилио
- 2004 — Невинность — Рубен Гонсалес
- 2008 — Клятва — священник
- 2009 — Дикое Сердце — Аркадио
- 2010 — Триумф Любви — Падилья

## Фильмы
- 1977 — Mecánica nacional
- 1978 — Победители
- 1980 — A fuego lento
- 1983 — Внешность обманчива
- 1984 — Судьба боксёра
- 1985 — La casaque arde de noche
- 1987 — El ataque de los pajaros
- 1990 — Error mortal
- 1991 — Dos cruses en el ocaso
- 1998 — Naked Lies (Откровенная ложь)
- 2007 — Кровь петуха
- 2009 — Блестящее намерение